# Alfonso Blanco
Alfonso Blanco (Caracas, 1986. február 2. –) venezuelai amatőr ökölvívó.

## Eredményei
- 2007-ben  ezüstérmes a világbajnokságon. Meglepetésre[forrás?] az elődöntőben legyőzte az olimpiai bajnok kazah Baktijar Artajevet, majd a döntőben az orosz Matvej Korobovtól szenvedett sima pontozásos vereséget.
- 2009-ben bronzérmes a világbajnokságon.